# Cerotainia melanosoma
Cerotainia melanosoma là một loài ruồi trong họ Asilidae. Cerotainia melanosoma được Scarbrough & Knutson miêu tả năm 1989. Loài này phân bố ở vùng Tân nhiệt đới.